# Andrey Makolov
Andrey Gennadyevich Makolov (en russe : Андрей Геннадьевич Маколов, né le 12 juin 1998 à Togliatti) est un gymnaste artistique russe.
Il remporte le titre a la barre lors des Championnats d'Europe juniors de 2016.